# Bonk's Adventure (videojuego arcade)
Bonk's Adventure, conocido en Japón como Kyokyoku!! PC Genjin (究極!!ＰＣ原人?) y en Europa como B.C. Kid, es un videojuego de 1994 para arcade de la saga Bonk desarrollado y publicado por Kaneko.